# Platycleis
Platycleis är ett släkte av insekter som beskrevs av Franz Xaver Fieber 1852. Platycleis ingår i familjen vårtbitare.

## Bildgalleri

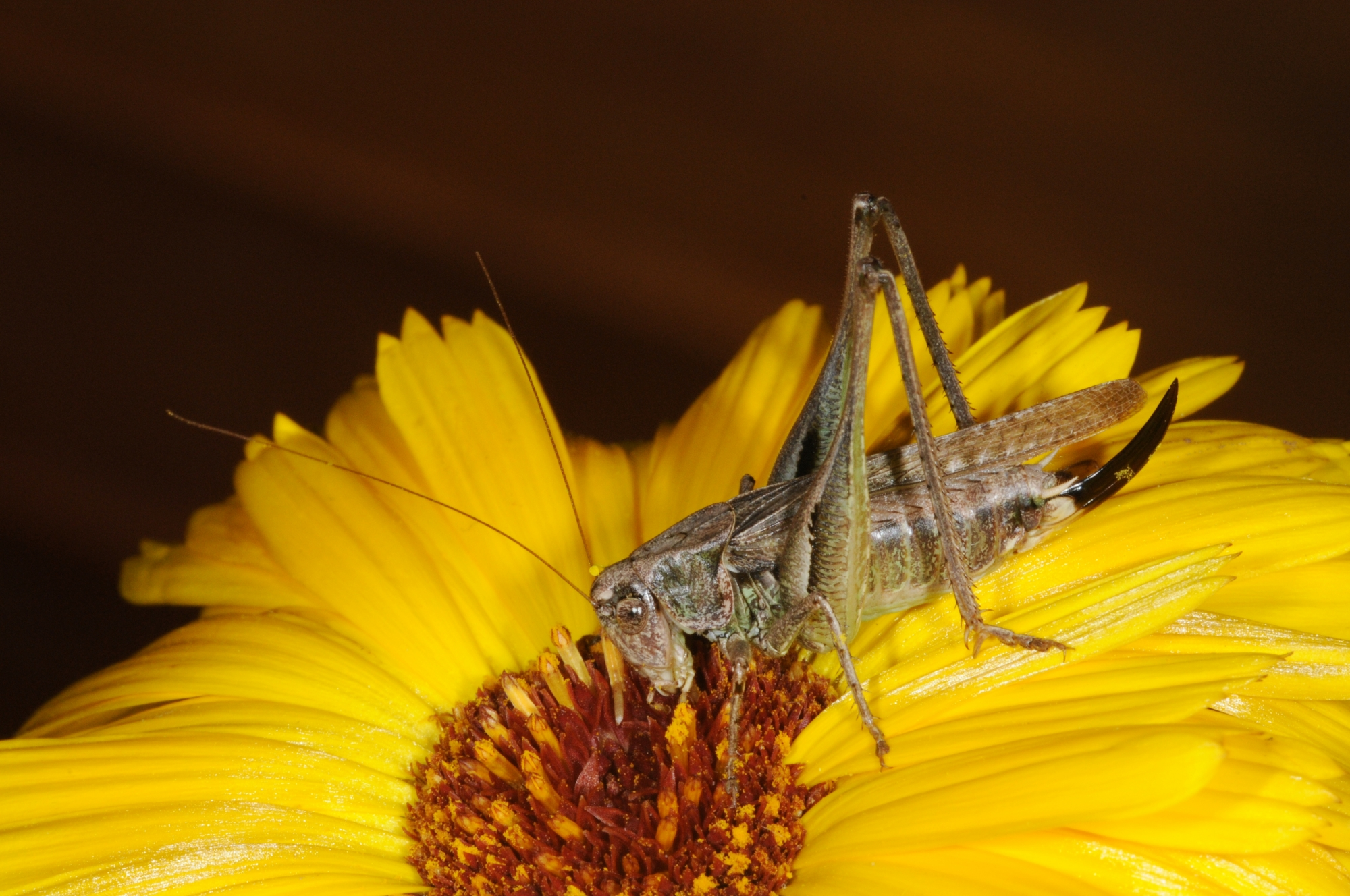
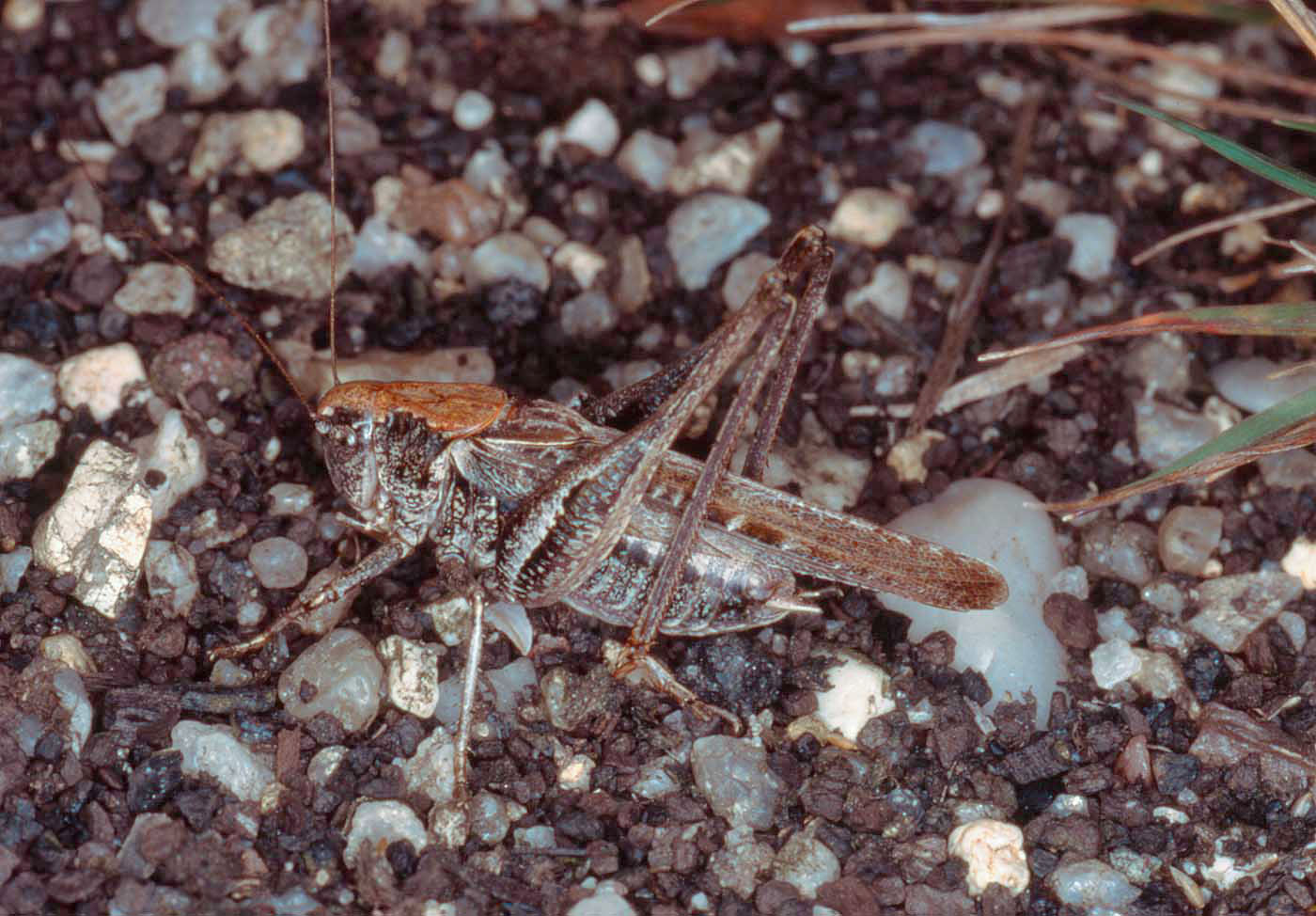
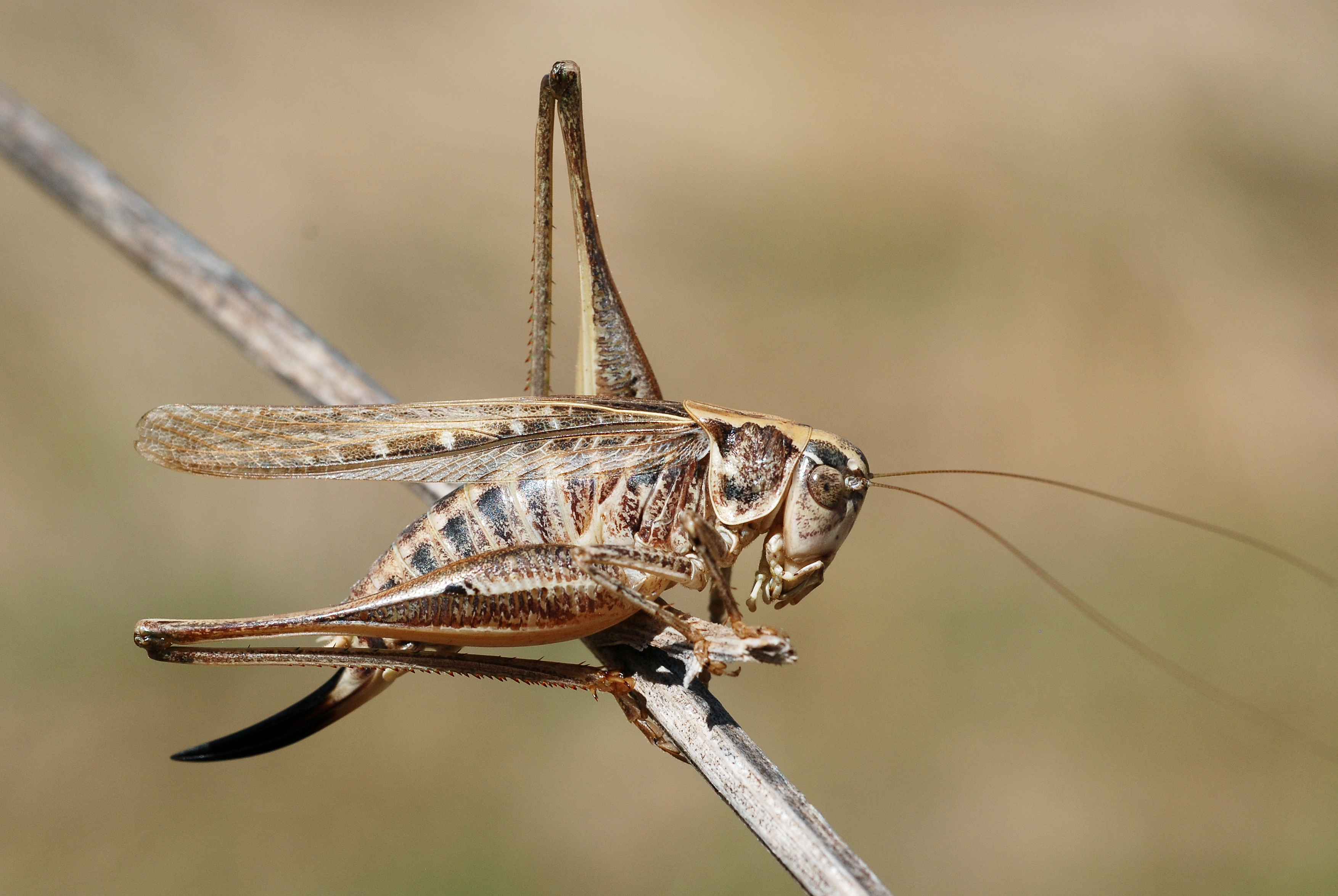
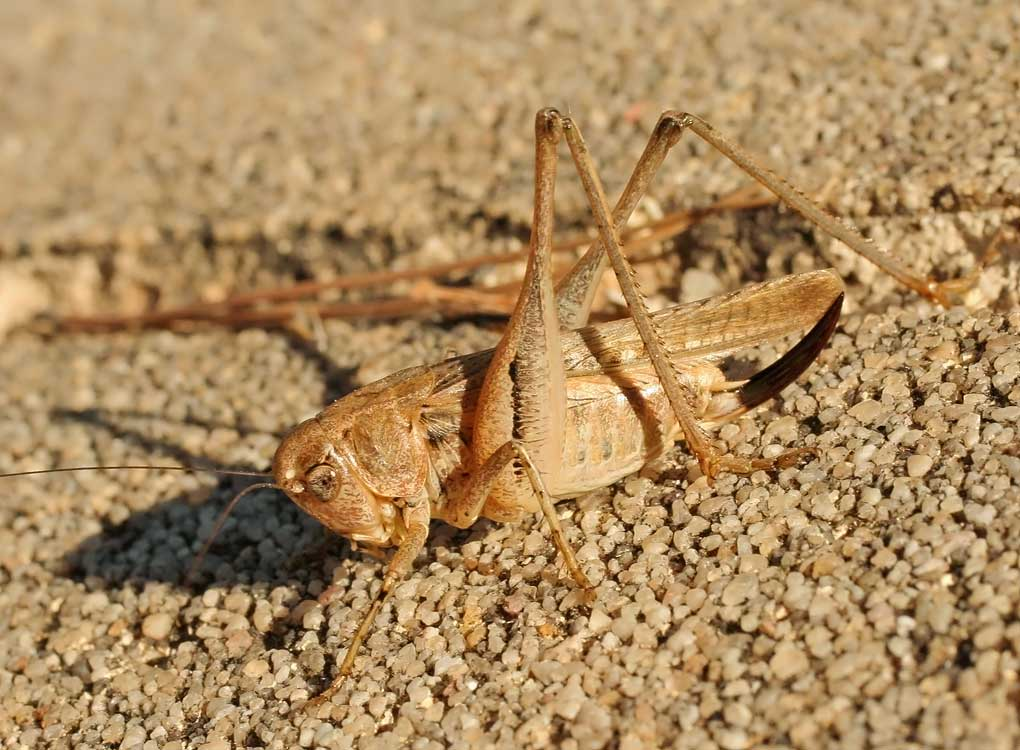
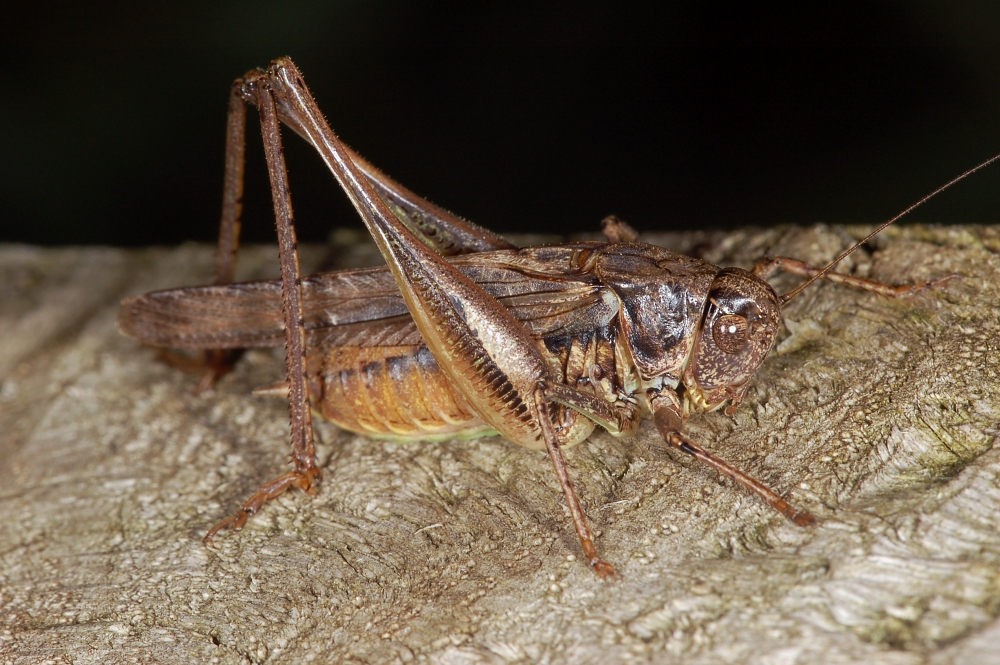

## Dottertaxa tillPlatycleis, i alfabetisk ordning[1][2]
- Platycleis affinis
- Platycleis afghana
- Platycleis albopunctata
- Platycleis alexandra
- Platycleis alticola
- Platycleis ankarensis
- Platycleis arabica
- Platycleis atroflava
- Platycleis beybienkoi
- Platycleis burri
- Platycleis buxtoni
- Platycleis capitata
- Platycleis chelmos
- Platycleis concii
- Platycleis concinna
- Platycleis coracis
- Platycleis crassa
- Platycleis crassipes
- Platycleis curvicauda
- Platycleis decorata
- Platycleis deminuta
- Platycleis dirphys
- Platycleis drepanensis
- Platycleis ebneri
- Platycleis elytris
- Platycleis escalerai
- Platycleis falx
- Platycleis fatima
- Platycleis fusca
- Platycleis gionica
- Platycleis himalayana
- Platycleis iberica
- Platycleis iljinskii
- Platycleis intermedia
- Platycleis irinae
- Platycleis irritans
- Platycleis kabila
- Platycleis kabulica
- Platycleis kashmira
- Platycleis kraussi
- Platycleis kurmana
- Platycleis latitabunda
- Platycleis longicauda
- Platycleis longis
- Platycleis melendisensis
- Platycleis menalon
- Platycleis meridiana
- Platycleis mistshenkoi
- Platycleis modesta
- Platycleis monochroma
- Platycleis nigromarginata
- Platycleis obuchovae
- Platycleis pamirica
- Platycleis panaetolikon
- Platycleis parnassica
- Platycleis parnon
- Platycleis pathana
- Platycleis pavlovskyi
- Platycleis plotnikovi
- Platycleis ragusai
- Platycleis romana
- Platycleis sabulosa
- Platycleis salmani
- Platycleis seniae
- Platycleis sepium
- Platycleis similis
- Platycleis sinuata
- Platycleis sogdiana
- Platycleis sporadarum
- Platycleis squamiptera
- Platycleis tadzhika
- Platycleis tamerlana
- Platycleis tenuis
- Platycleis tricarinata
- Platycleis tripolitana
- Platycleis trivittata
- Platycleis turanica
- Platycleis tymphiensis
- Platycleis tymphrestos
- Platycleis umbilicata
- Platycleis waltheri
- Platycleis weidneri
- Platycleis vicheti
- Platycleis yalvaci